# Грубая сила (Новые приключения Человека-паука)
«Грубая сила» (англ. Shear Strength) — четвёртый эпизод второго сезона американского мультсериала «Новые приключения Человека-паука», основанного на одноимённом персонаже комиксов Marvel, созданном Стэном Ли и Стивом Дитко.

## Сюжет
Хозяином оказывается Доктор Осьминог. Он решает помочь Грифу жестоко отомстить Озборну и активирует детонатор в здании, которое тот собирался сносить, чтобы построить там башню Oscorp. Там же был и Питер Паркер, который переоделся в свой паучий костюм и спас Нормана и Морриса Бенча, эксперта по сносу. После этого Октавиус планирует заполучить коды штаба сил безопасности США, дабы иметь влияние не только в городе, но и во всём мире.
Питер, Гвен и Мэри Джейн обедают в кафе, где также находятся Лиз с Флэшем. Хозяин устраивает саботаж, заставляя всех уйти оттуда, и сеет хаос на улицах города, а Электро вырубает Гвен, чтобы Гриф доставил её в подводное логово. Паук понимает, что летуна ему уже не догнать, и следует за Электро и Тинкерером. Тем временем, Доктор Осьминог связывается с отцом Гвен, Джорджом Стейси, капитаном полиции, и требует от него помощи, шантажируя дочерью. Паук выпытывает у Тинкерера местонахождение логова и отправляется туда. Джордж Стейси прибывает в ФБР и заражает сеть вирусом, полученным от Хозяина. Теперь ему остаётся лишь дать доступ Октавиусу к центральной сети. Паук проникает в убежище Хозяина, его встречает Электро и попадает молнией в Гвен. Затем он случайно повреждает оборудование Октавиуса. Паук, понимая как действовать, провоцирует Электро, чтобы тот причинил ещё больше вреда технике. Джордж Стейсти требует поговорить с Гвен, но та ещё без сознания. Тогда Октавиус сам выходит против Паука, раскрывая ему, что является Хозяином. Герой повреждает сервера, и мозг Доктора Осьминога перегружен сигналами. Он разрывает соединение и убегает, активируя самоуничтожение убежища.
Человек-паук застревает под обломками и собирается сдаться, но видит Гвен и понимает, что нельзя. Он выбирается и, взяв с собой Электро, отправляется с Гвен на спасательной капсуле. Девушка звонит отцу и говорит, что с ней всё в порядке. Дома Питер названивает Гвен, желая поздравить ту с Новым годом, но трубку берёт отец, не желающий, чтобы Гвен беспокоили после стресса. Она это замечает и пытается отобрать телефон. Тем временем к дому Паркеров приходит Лиз, говоря, что окончательно рассталась с Флэшем и хочет быть с Питером. Она целует его, а Гвен не получает ответа в трубку.

## Роли озвучивали
- Джош Китон — Питер Паркер (Человек-паук)
- Лейси Шабер — Гвен Стейси
- Аланна Юбак — Лиз Аллан
- Джошуа Лебар — Флэш Томпсон
- Ванесса Маршал — Мэри Джейн Уотсон
- Роберт Инглунд — Гриф
- Криспин Фриман — Электро
- Питер Макникол — Доктор Осьминог
- Клэнси Браун — Джордж Стейси

## Отзывы

Динамика оценок IGN к эпизодам 2 сезона мультсериала

Эрик Гольдман из IGN поставил эпизоду оценку 8,7 из 10 и написал, что ему «очень понравилось, почему Гвен Стейси похитили: не из-за её связи с Питером (Человеком-пауком), а из-за того, кто её отец и что он мог сделать для Доктора Осьминога». Про финальное сражение рецензент высказался так: «Это был фантастический бой, поскольку Спайди сначала сражался с Электро, а затем с самим Осьминогом, которому помогали ещё несколько механических щупалец». В конце он написал, что «слишком эмоционально увлечён этими мультипликационными персонажами» и попросил создателей мультсериала «продолжать».
Джастин Феликс из DVD Talk написал, что у этих четырёх эпизодов про Хозяина «неизменно хорошее» качество.
Зрители тоже тепло восприняли эпизод; Screen Rant поставил его на 10 место в топе лучших эпизодов мультсериала по версии IMDb.